# آي أيه آي سكاوت
آي أيه آي سكاوت (المعروفة في إسرائيل باسمها العبري זהבן - أوريول) هي طائرة استطلاع مسيرة، طورتها شركة الصناعات الجوية الإسرائيلية في سبعينيات القرن الماضي لتنافس طائرة تاديران ماستيف. قاد المشروع تشارلي أتالي، وديفيد هراري، ومايكل شيفر، وحصلوا جميعًا على جائزة الدفاع الإسرائيلية لعام 1981.
خلال سبعينيات القرن الماضي، ازداد اهتمام الجيش الإسرائيلي بالطائرات المسيرة في ساحة المعركة، واستجابة لذلك، قررت إدارة الصناعات الجوية الإسرائيلية أخيرًا الاهتمام بهذا المفهوم أيضًا. كانت طائرة "سكاوت" مشابهة لطائرة "ماستيف"، بمروحة دفع وذيل مزدوج الذراع.

## التصميم والتطوير
في عام 1981، دخلت طائرة الاستطلاع الإسرائيلية المسيرة أول مرة في مهام قتالية من قبل قوات الدفاع في جنوب إفريقيا ضد أنجولا خلال عملية بروتيا.

## التاريخ التشغيلي

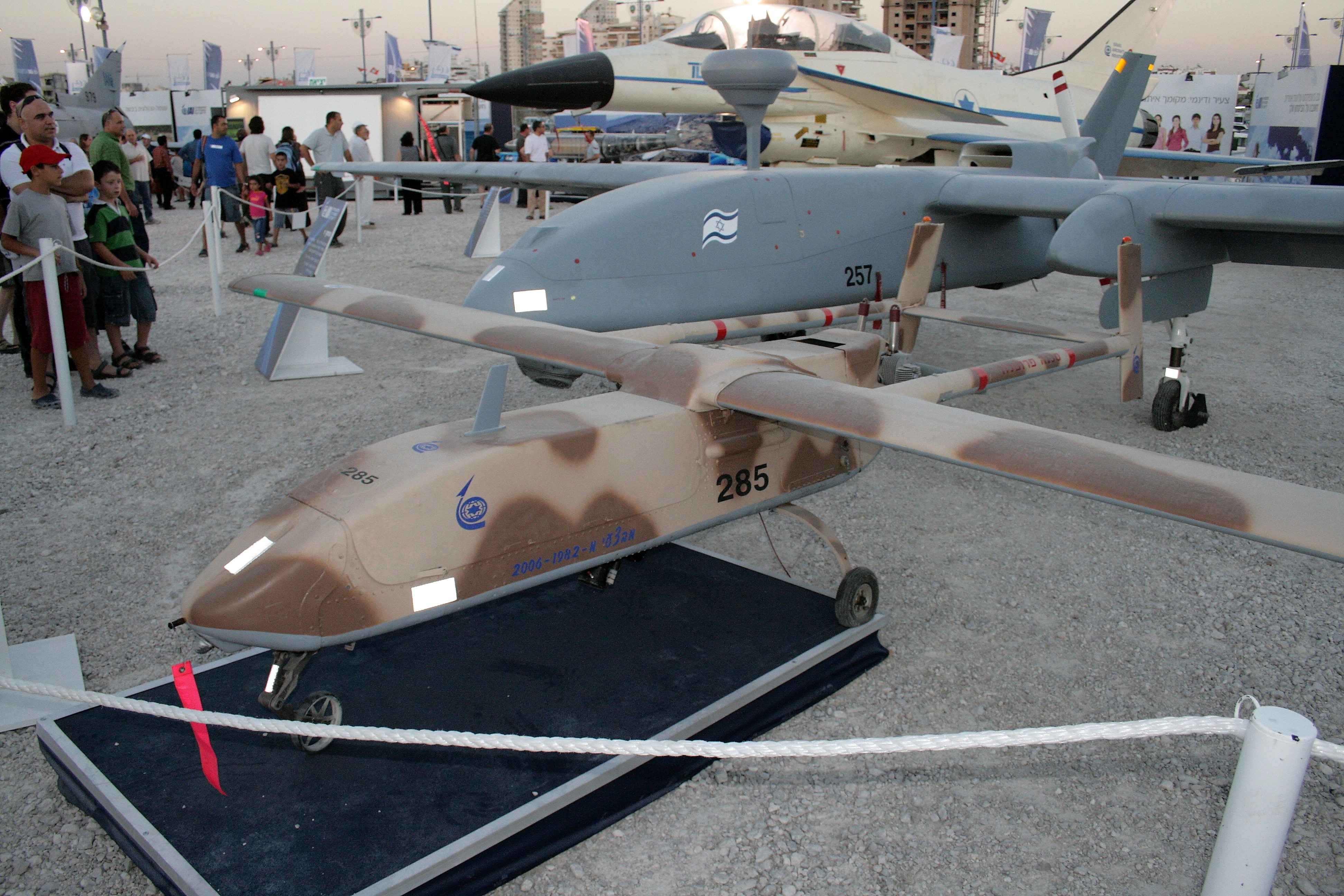
طائرة سكاوت المسيرة

خلال حرب لبنان عام 198، واجه الإسرائيليون صواريخ أرض-جو سورية، التي تركزت بكثافة في وادي البقاع اللبناني. دُمرت جميع مواقع صواريخ سام الـ 28 في البقاع، جزئيًا باستخدام طعوم سامسون لإجبارها على الكشف عن وجودها، وجزئيًّا من خلال معلومات الاستطلاع التي حصلت عليها الطائرات المسيرة ماستيف وسكاوت.
حققت الطائرات الإسرائيلية المسيرة الميدانية نجاحًا باهرًا، وسرعان ما لفتت انتباه الجيش الأمريكي، وخاصةً بعد التدخل الأمريكي في لبنان عام 1982. أدى ذلك إلى طلب البحرية الأمريكية طائرة مسيرة ميدانية عام 1984، وقررت تاديران والصناعات الجوية الإسرائيلية، أو طُلب منهما، التعاون لتقديم مقترح لتلبية المطلب الأمريكي. وكانت النتيجة قسمًا تابعًا للصناعات الجوية الإسرائيلية باسم "مزلات" (الاختصار العبري للطائرات المسيرة المصغرة)، والآن "ملات" (الاختصار العبري للطائرات المسيرة).
يتردد الجيش الأمريكي في الشراء من مصادر أجنبية، لذا عادة ما تتعاون الشركات الأجنبية مع شركة أمريكية لجذب المبيعات. سبق لشركة AAI أن تعاونت مع شركة تاديران لبيع طائرة ماستيف في الولايات المتحدة، لذا كان خيارًا منطقيًا، وطوّرت مازلات وAAI طائرة بايونير، التي فازت بالمسابقة. منذ ذلك الحين، طورت مالات طائرات مسيرة قتالية أكثر تطورًا، وتعاونت في تطوير هذه الطائرات مع شركاء مثل AAI.
بعد دمج إنتاج طائرتي ماستيف وسكاوت، واصلت شركة مالات بيعهما بنسختين محسنتين قليلًا لأكثر من عقد. كلتا الطائرتين مزودتان بعتاد هبوط ثابت، وتشغَّلان عادة من مدارج، حيث تُنفّذ هبوطات قصيرة باستخدام خطاف سلكي، مع إمكانية إطلاقهما باستخدام مقلاع هيدروليكي من مؤخرة شاحنة، واستعادتهما بشبكة. يحمل كلا الطرازين أجهزة استشعار تصوير في برج أسفل جسم الطائرة.
ظلت طائرات ماستيف وسكاوت في الخدمة مع الجيش الإسرائيلي والقوات الجوية لجمهورية سنغافورة حتى أوائل التسعينيات، حيث حلت محلهما طائرات سيرشر.

## المشغلون

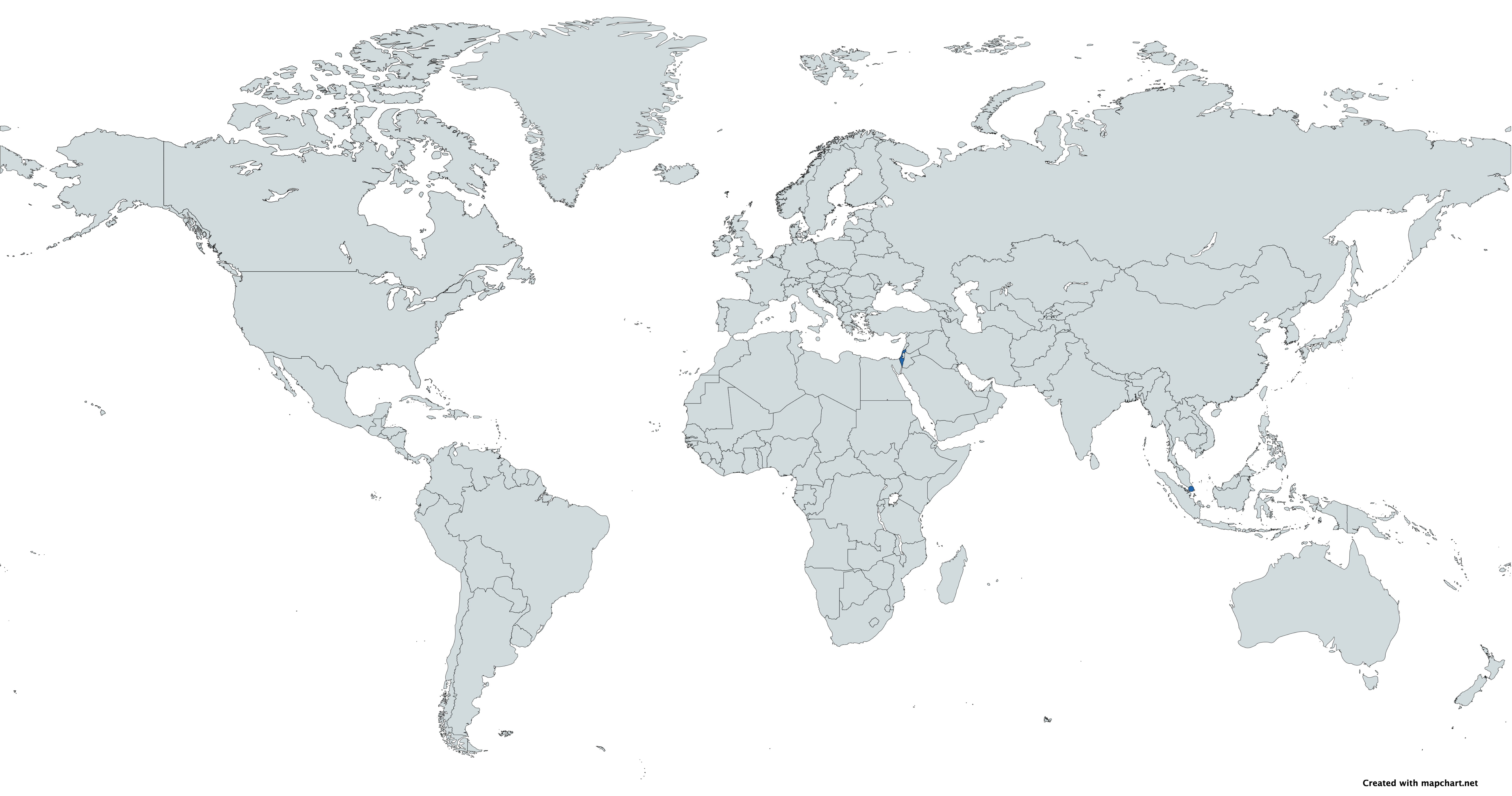
خريطة توضح مشغلي IAI Scout باللون الأزرق

إسرائيل
- القوات الجوية الإسرائيلية
- الجيش الإسرائيلي

 سنغافورة
- القوات الجوية لجمهورية سنغافورة